# A・L・サドラー

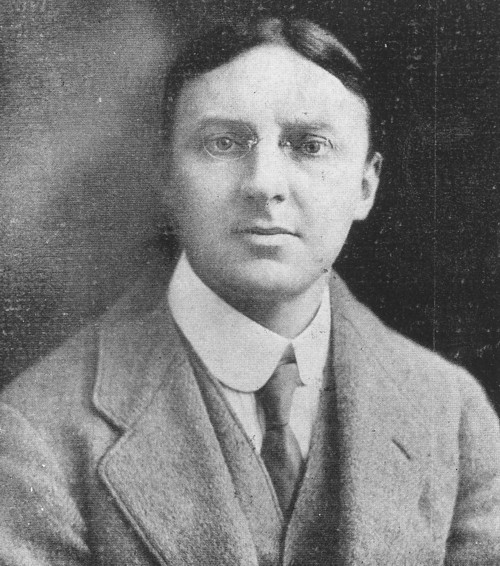
1922

A・L・サドラー（アーサー・リンゼイ・サドラー、Arthur Lindsay Sadler 1882年11月19日 - 1970年7月13日）は、イギリス生まれで、オーストラリアで活動した日本文学・文化研究者、シドニー大学名誉教授。日本にも明治大正時代に滞在し夏目漱石らに英語を教えた。

## 履歴
ロンドン生まれ。1908年オックスフォード大学セント・ジョンズ・カレッジ卒、1911年同修士課程修了。ヘブライ語専攻だったが、エドワード・モース著『日本の家と環境』を読んで日本に興味を抱き、1909年に来日。
岡山の第六高等学校（1909-1918）と学習院高等科(1919－22)で教えた。滞在中日英混血の女性と結婚もし、日本文化に親しんだ。1919年旭日章受勲。日本では、同国人のバーナード・リーチや、学習院出身者を中心とした白樺派の同人らと交流し、とくに武者小路実篤を高く評価していた。
1922年にジェームズ・マードックの後任としてシドニー大学東洋語・文学科教授となり、48年定年まで東洋史と日本語を教え、名誉教授となった。給与はオーストラリア国防省から支払われており、オーストラリア陸軍大学でも同時に教えていた。太平洋戦争時は日本語通訳者の育成のほか、軍諜報部において暗号解読に携わった可能性もあるが、その一方で日本との関係から妻ともども監視や嫌がらせの対象となった。
引退後はイギリスに帰り、癌により亡くなった。
『平家物語』を初めて英訳したほか、『方丈記』や岡倉天心の『茶の本』を英訳し、自著として日本の建築や庭園、茶の湯、能狂言歌舞伎などの本を上梓、日本文化を幅広く紹介した。オーストラリアでは日本学の基礎を築き、教え子にはオーストラリア国立大学、クイーンズランド大学で日本学を教えたジョイス・アクロイドなどがいる。
2011年には、浮世絵や日本の創作版画の紹介に貢献したサドラーと日豪版画交流を探った展覧会「Japan in Sydney : Professor Sadler & modernism, 1920-30s」がシドニー大学美術館で開催された。

## 家族
1916年にイギリス人宣教師（海軍医務官とも）と日本人女性との娘・エヴァ・ボタン・セイモア(Eva Botan Seymour、1893 - 1978) と結婚したが、子供はいなかった。エヴァは日本で生まれ、6歳から6年間ダブリンの寄宿校アレクサンドラ女子学校(現・en:Alexandra College)で学び、2年間日本で過ごしたのち英国の高校に進学し、1913年に帰国した。渡豪後夫婦はシドニー郊外のワラウィー(en:Warrawee, New South Wales)に英国風の自宅を建設し、庭に茶室を造り、友人らを招いて茶の湯や生け花でもてなした。

## 著書
- The Art of Flower Arrangement in Japan : a Sketch of Its History and Development. London : Country Life, 1933（華道、その歴史と発展）
- Cha-No-Yu: The Japanese Tea Ceremony.（茶の湯 日本の茶の儀式）London : Kegan Paul, Trench, Trubner & Co., 1934.
- Maker of Modern Japan: The Life of Tokugawa Ieyasu,（近代日本の建設者 徳川家康）London : G. Allen & Unwin, ltd., 1937
- A Short History of Japanese Architecture,（日本建築小史）Sydney, London, Angus and Robertson limited, 1941.
- A Short History of Japan,Sydney, London, Angus and Robertson ltd, 1946.

### 翻訳
- The Heike monogatari.Tokyo, Asiatic Society of Japan [1918-21] （平家物語）
- Japanese Plays: Classic Noh, Kyogen and Kabuki Works Sydney, Angus & Robertson, limited, 1934. （日本の劇、能、狂言、歌舞伎）
- The Ise Daijingu sankeiki; or, Diary of a Pilgrim to Ise. Tokyo, 財団法人明治聖徳記念学会編 2600 (1940) 坂十仏『伊勢大神宮参詣記』
- The Code of The Samurai: Budo Shoshinshu （武道初心集）
- Selections from Modern Japanese Writers. Sydney : Australasian Medical Publishing Co., 1943. 志賀直哉「小僧の神様」を新訳
- Three Military Classics of China. Sydney : Australasian Medical Pub. Co., 1944.
- The Ten Foot Square Hut (方丈記)